# Toelt
Toelt er en landsby i Asminderød Sogn (senere Humlebæk Sogn), Lynge-Kronborg Herred, Frederiksborg Amt, til 1970 Asminderød-Grønholt Kommune, fra 1970 til 2006 i Fredensborg-Humlebæk Kommune, siden 2006 i Fredensborg Kommune.

## Historie
Toelt var fra middelalderen en landsby. I 1682 talte landsbyen 5 gårde. Det samlede dyrkede areal udgjorde 169,3 tønder land skyldsat til 22,62 tdr hartkorn. Dyrkningsformen var trevangsbrug.